# Сіндзьо (Ямаґата)

38°45′53″ пн. ш. 140°18′7″ сх. д. / 38.76472° пн. ш. 140.30194° сх. д.
Сіндзьо́ (яп. 新庄市, しんじょうし, МФА: [ɕind͡ʑoː ɕi̥]) — місто в Японії, в префектурі Ямаґата.

## Короткі відомості
Розташоване в північно-східній частині префектури, в центрі западини Сіндзьо. Виникло на місці призамкового містечка роду Тодзава, столиці автономного уділу Сіндзьо-хан. Основою економіки є рисівництво. Відоме в Японії святом Сіндзьо-мацурі. Станом на 1 жовтня 2008 площа міста становила 223,08 км². Станом на 1 січня 2009 населення міста становило 39 438 осіб.